# Ruder-Weltmeisterschaften 1970
Die Ruder-Weltmeisterschaften 1970 wurden auf dem Royal Canadian Henley Rowing Course in St. Catharines, Kanada unter dem Regelwerk des Weltruderverbandes (FISA) ausgetragen. In sieben Bootsklassen für Männer wurden dabei Ruder-Weltmeister ermittelt. Die Finals fanden am 6. September 1970 statt.

## Ergebnisse
Hier sind die Medaillengewinner aus den A-Finals aufgelistet. Diese waren mit sechs Booten besetzt, die sich über Vor- und Hoffnungsläufe sowie Halbfinals für das Finale qualifizieren mussten. Die Streckenlänge betrug in allen Läufen 2000 Meter.
| Bootsklasse                  | Gold | Silber | Bronze | Platzierungen |
| ---------------------------- | --- | --- | --- | --- |
| Einer (M1x)                  | Argentinien Alberto Demiddi 7:16,54 min | Deutsche Demokratische Republik Götz Draeger 7:18,21 min | Tschechoslowakei Jaroslav Hellebrand 7:19,37 min                                                                                            | 4. Juri Malyschew 7:19,60 min 5. Jochen Meißner 7:20,88 min 6. Giovanni Pobelli 7:24,33 min                         |
| Doppelzweier (M2x)           | Dänemark Jørgen Engelbrecht Niels Secher 6:28,68 min | Deutsche Demokratische Republik Hans-Ulrich Schmied Joachim Böhmer 6:31,35 min | Vereinigte Staaten John Van Blom Thomas McKibbon 6:32,68 min                                                                                | 4. Sowjetunion 6:33,56 min 5. BR Deutschland 6:33,77 min 6. Schweiz 6:45,57 min                                     |
| Zweier ohne Steuermann (M2-) | Deutsche Demokratische Republik Peter Gorny Werner Klatt 6:57,81 min | Polen Alfons Ślusarski Jerzy Broniec 7:00,23 min | BR Deutschland Udo Brecht Lutz Ulbricht 7:01,15 min                                                                                         | 4. Solowigow/Pawel Iljinski 7:03,68 min 5. Urs Fankhauser/Urs Bitterli 7:19,79 min 8. Beeneke/Steenkist 7:21,09 min |
| Zweier mit Steuermann (M2+)  | Rumänien Ștefan Tudor Petre Ceapura Ladislau Lovrenschi (Stm.) 7:25,30 min | Deutsche Demokratische Republik Hartmut Schreiber Manfred Schmorde Klaus-Dieter Ludwig (Stm.) 7:26,86 min                                                                                    | Sowjetunion Wladimir Jeschinow Nikolai Iwanow Walentin Kostizin (Stm.) 7:28,22 min                                                          | 4. Italien 7:32,17 min 5. BR Deutschland 7:36,36 min 6. Tschechoslowakei 7:36,97 min                                |
| Vierer ohne Steuermann (M4-) | Deutsche Demokratische Republik (SC Einheit Dresden) Frank Forberger Frank Rühle Dieter Grahn Dieter Schubert 6:23,15 min                                                                                           | BR Deutschland Joachim Werner Ehrig Peter Funnekötter Claus Schneggenburger Wolfgang Plottke 6:26,03 min                                                                                     | Dänemark Erik Petersen Tom Hindsby Kurt Helmudt Poul Nielsen 6:29,50 min                                                                    | 4. Niederlande 6:31,86 min 5. Schweiz 6:33.90 min 6. Sowjetunion 6:36.57 min                                        |
| Vierer mit Steuermann (M4+)  | BR Deutschland Peter Berger Hans-Johann Färber Gerhard Auer Alois Bierl Stefan Voncken (Stm.) 6:28,55 min | Deutsche Demokratische Republik (ASK Vorwärts Rostock) Bernd Meerbach Rolf Zimmermann Jochen Mietzner Karl-Heinz Prudöhl Karl-Heinz Danielowski (Stm.) 6:31,32 min                           | Norwegen Alf John Hansen Finn Tveter Tom Welo Petter Wærness Finn Aronsen (Stm.) 6:32,26 min                                                | 4. Neuseeland 6:35,98 min 5. Argentinien 6:40,70 min 6. Sowjetunion 6:43,07 min                                     |
| Achter (M8+)                 | Deutsche Demokratische Republik (SC Dynamo Berlin) Ernst-Otto Borchmann Rolf Jobst Dietrich Zander Reinhard Gust Eckhard Martens Bernd Ahrendt Klaus-Peter Foppke Hans-Joachim Puls Reinhard Zahn (Stm.) 5:36,2 min | Sowjetunion Nikolai Sumatoschin Alexander Martyschkin Alexander Rjasankin Wiktor Melnikow Benjaminas Natsevičius Mindaugas Vaitkus Wiktor Lewschin Alexander Wyssozki Wiktor Michejew (Stm.) | Neuseeland Warren Cole Wybo Veldman Murray Watkinson John Hunter Dick Joyce Dudley Storey Gary Robertson Gilbert Cawood Simon Dickie (Stm.) | 4. BR Deutschland                                                                                                   |

## Medaillenspiegel
| Platz | Land                            | Gold | Silber | Bronze | Gesamt |
| ----- | ------------------------------- | ---- | ------ | ------ | ------ |
| 1     | Deutsche Demokratische Republik | 3    | 4      |        | 7      |
| 2     | BR Deutschland                  | 1    | 1      | 1      | 3      |
| 3     | Dänemark                        | 1    |        | 1      | 2      |
| 4     | Argentinien                     | 1    |        |        | 1      |
| 4     | Rumänien                        | 1    |        |        | 1      |
| 6     | Sowjetunion                     |      | 1      | 1      | 2      |
| 7     | Polen                           |      | 1      |        | 1      |
| 8     | Norwegen                        |      |        | 1      | 1      |
| 8     | Neuseeland                      |      |        | 1      | 1      |
| 8     | Tschechoslowakei                |      |        | 1      | 1      |
| 8     | Vereinigte Staaten              |      |        | 1      | 1      |
| Summe | Summe                           | 7    | 7      | 7      | 21     |